# Vlastimil Brodský
Vlastimil Brodský (15 de diciembre de 1920 - 20 de abril de 2002) fue un reconocido actor checo de amplia trayectoria. Apareció en más de cien películas y se le considera una figura clave en el desarrollo del cine checo de la posguerra.
Uno de sus papeles más conocidos fue el del personaje principal en Jakob der Lügner, por el que ganó el Oso de Plata al Mejor Actor en el 25º Festival Internacional de Cine de Berlín. También interpretó al rey en la exitosa serie de televisión infantil Arabela y como Alois Drchlík en Los visitantes.
Su último papel cinematográfico fue el de un jubilado llamado Frantisek en Autumn Spring. Este papel le valió su primer y único León Checo (un prestigioso premio cinematográfico), al mejor actor.

## Vida personal
Estuvo casado con Jana Brejchová durante 16 años antes de divorciarse; juntos tuvieron una hija, la actriz Tereza Brodská. Brodský también tuvo un hijo, el actor Marek Brodský.  
Brodský se suicidó el 20 de abril de 2002.

## Premios y distinciones
Festival Internacional de Cine de Berlín
| Año  | Categoría                                        | Película            | Resultado |
| ---- | ------------------------------------------------ | ------------------- | --------- |
| 1975 | Oso de Plata a la mejor interpretación masculina | Jakob, el mentiroso | Ganador   |